# 约瑟夫·杜波夫斯基
约瑟夫·伊格纳季耶维奇·杜波夫斯基（俄語：Йосиф Игнатьевич Дубовский；1892年8月1日—1969年11月27日），苏联音乐理论家、音乐教育家和作曲家。曾担任莫斯科音樂學院的教授。

## 生平
1892年8月1日出生于罗兹市。 1912-1913年，他在当地音乐学校学习，然后在莱比锡音乐学院学习 。他学习了钢琴和音乐理论，他的老师是雷格、S.·克雷尔和 A.·谢林。第一次世界大战爆发后，他返回了俄罗斯 。 1922年毕业于莫斯科音乐学院音乐理论系（乔治·利沃维奇·卡托瓦和赖因霍尔德·格里埃尔门下）。 1921-1931年在莫斯科地区柴可夫斯基国立音乐学院音乐理论学科进行教学工作。1922-1943年间，他在莫斯科音乐学院任教（1940年起任教授）。他还在中央函授音乐师范学院和军事指挥高等学校任教。 1953起担任Kurmangazy哈萨克艺术学院音乐理论系教授 。
杜波夫斯基是《和声学教程》的合著者之一，他被列为第一作者。他还写过一部6卷作品，这些作品专门介绍了俄罗斯农民歌曲的旋律。他撰写了许多关于哈萨克民间音乐的文章和教辅材料。他亦写过许多歌曲、合唱团作品、器乐作品 。
他在莫斯科音乐学院的学生包括V·贝尔科夫、瓦赫罗梅耶夫、雷日金、普罗托波波夫、日尔科夫 。在哈萨克斯坦，他的学生包括埃尔扎科维奇、蒂夫基迪、伊兹麦洛娃、克特格诺娃、科特洛娃、基里娜、库赞巴耶夫。

## 作品
- 和声实用教程，1-2 小时，M.，1934-35（与叶甫谢耶夫、索科洛夫和斯波索宾合著）；
- 单声部视唱练耳的系统课程，M.，1935 年，1939 年；视唱练耳教科书，M.，1937（与斯波索宾合著）；
- 《和声学教程》，第 1 卷，M.，1937 年，第 2 卷，M.-L.，1938 年，修订版。 （两个部分一起），M.-L.，1947 年，修订版。等人，M.，1969 年（与叶甫谢耶夫、索科洛夫和斯波索宾合著）；
- 关于哈萨克民歌的结构问题，合集：AB Zataevich, A.-A., 1958；
- 转调。实际的应用, M., 1959, 1965;
- 俄罗斯民歌仿制处理，M.，1963；
- 复调课程的简明方法教程 - 俄罗斯民歌二、三声部的最简单方法，M.，1964；
- 关于哈萨克民歌旋律的问题，收录于：哈萨克斯坦民间音乐，A.-A.，1967；
- 五至九部和声，M.，1970。